# シクロオクタジエンイリジウム塩化物二量体
シクロオクタジエンイリジウム塩化物二量体（シクロオクタジエンイリジウムにりょうたい、Cyclooctadiene iridium chloride dimer）は化学式Ir2Cl2(C8H12)2で表される有機イリジウム化合物である。ただしC8H12は1,5-シクロオクタジエンというジエンである。有機溶媒に可溶なオレンジ色の固体である。この錯体は他のイリジウム錯体の前駆体として用いられており、その一部は均一系触媒となっている。結晶は空気に対し安定だが、溶液は空気中で分解しやすい。

## 調製と構造・反応
この化合物は水和した塩化イリジウム(III)とシクロオクタジエンをアルコール溶媒中で加熱することで得られる。この反応でIr(III)はIr(I)に還元される。
分子構造は、イリジウムを中心として塩素原子とシクロオクタジエン分子が平面四角形となっており、典型的なd8錯体である。Ir2Cl2の中心は、二面角が86°に曲げられている。分子の結晶は黄色からオレンジまたは赤からオレンジの多形だが、赤からオレンジの多形の場合が多い
錯体は他のイリジウム錯体の前駆体として幅広く用いられている。有名な誘導体としてクラブトリー触媒がある。反応性の向上のため、クロロ配位子を他の置換基で置き換えたジイリジウム錯体も合成されている。例えばクロロ配位子をメトキシ基で置き換えたIr2(OCH3)2(C8H12)2などである。またより反応性の高い試薬としてクロロビス(シクロオクテン)イリジウム二量体（クロロビス(シクロオクテン)イリジウムダイマー）がある。